# Paula Deen
Paula Ann Hiers Deen (Albany, Georgia; 19 de enero de 1947) es una celebridad y chef estadounidense. Deen reside en Savannah, Georgia, donde posee y opera desde 1996 el restaurante "Lady & Sons" con sus hijos, Jamie y Bobby Deen. Ha publicado catorce libros de cocina y edita su propia revista mensual desde 2005. Aunque se casó en 2004 con Michael Groover, utiliza el apellido Deen, de su primer matrimonio. Su carrera sufrió un declive en 2013 cuando fue acusada de racismo. En una entrevista habría comentado que la boda de sus sueños hubiera sido con "esos negratas, con trajes marrones como mayordomos y sirviendo a la gente blanca". El escándalo fue de gran impacto masivo, tanto que fue despedida y perdió al momento su icónico programa televisivo de cocina.

## Biografía
Deen nació en Albany, Georgia el 19 de enero de 1947 como Paula Ann Hiers. Hija de Corrie A. Hiers y Earl Wayne Hiers, Sr. sus padres murieron antes de que ella cumpliera 23 años, aunque se había casado en 1965 a los 18 con Jimmy Deen. En 1967 tuvo su primer hijo, James "Jamie" y en 1970 el segundo, Robert "Bobby". A los 20 años, Deen sufría de pánico y agorafobia así que se centró en la cocina para su familia como algo que podía hacer sin salir de casa. Deen había aprendido la cocina sureña de su abuela. Más tarde se mudó a Savannah, Georgia, con sus hijos. En 1989, se divorció y para mantenerse a sí misma, sus hijos y su hermano menor Earl "Bubba", montó un negocio de catering que preparaba almuerzos para trabajadores de oficina.

## Vida personal
En 2004, se casó con Michael Groover (nacido en 1956). La boda fue presentada en un show de Food Network en 2004. La ceremonia matrimonial se celebró en la Bethesda Academy en Savannah. En enero de 2012, anunció que padecía diabetes tipo 2 desde hacía tres años. 

## Otros trabajos
Deen hizo su debut cinematográfico en Elizabethtown, protagonizada por Orlando Bloom y Kirsten Dunst en 2005, interpretando en la película a la tía de Bloom. Un especial de Food Network, Paula Goes Hollywood, salió al aire en conjunto con el estreno de la película.

## Premios y honores
En junio de 2007, Deen ganó un Premios Daytime Emmy (Outstanding Lifestyle Host) por su programa televisivo de cocina Paula Home Cooking.

## Filmografía
| Año       | Título                                            |
| --------- | ------------------------------------------------- |
| 2002–2013 | Paula's Home Cooking (televisión)                 |
| 2005      | Elizabethtown (película)                          |
| 2006–2008 | Paula's Party (televisión)                        |
| 2006      | Chefography (televisión)                          |
| 2008–2013 | Paula's Best Dishes (televisión)                  |
| 2009      | Kathy Griffin: My Life on the D-List (televisión) |
| 2009      | Extreme Makeover: Home Edition (televisión)       |
| 2011      | Top Chef (televisión)                             |
| 2012      | Oprah's Next Chapter                              |
| 2012      | Who Do You Think You Are? (televisión)            |
| 2012-2013 | MasterChef (televisión)                           |